# Vladimir Kojović
Dr sci. med. Vladimir Kojović (rođ. 1972) srpski je urolog, dečiji hirurg i mikrohirurg, docent na Medicinskom fakultetu Univerziteta u Beogradu.

## Biografija
Dr Vladimir Kojović se bavi urologijom, genitalnom rekonstruktivnom hirurgijom i mikrohirurgijom skoro 25 godina, tokom kojih je izveo više hiljada kompleksnih operativnih zahvata.
Dr Kojović je potekao u beogradskoj školi genitalne hirurgije, čiji začetnik je bio profesor Sava Perović. Tokom svog usavršavanja dr Kojović je radio na klinikama u Italiji, Švedskoj, Velikoj Britaniji i Sjedinjenim Američkim Državama.
Zvanje doktora nauka dr Kojović je stekao na Medicinskom Fakultetu u Beogradu na temu „Savremeni pristup u hirurškom lečenju stenoze uretre“, pod mentorstvom prof. dr Miroslava Đorđevića.
Dr Kojović je autor i koautor značajnog broja radova u svetski priznatim časopisima i autor je nekoliko poglavlja u knjigama iz tematike genitalne hirurgije.
Za svoj rad dobio je više nagrada i priznanja na međunarodnim sastancima urologa.
U okviru svog humanitarnog rada, dr Kojović je u više navrata boravio u afričkim zemljama, gde je izvodio razne hirurške intervencije i održavao predavanja na nacionalnim univerzitetima. 
Dr Vladimir Kojović je zaposlen na Institutu za zdravstvenu zaštitu majke i deteta „Dr Vukan Čupić“, a radi i kao docent na Katedri za hirurgiju Medicinskog Fakulteta u Beogradu, a osnivač je i direktor Andromedic Akademije za rekonstruktivnu urologiju.
Živi i radi u Beogradu, oženjen je, otac troje dece.

## Nagrade
- Prva nagrada na 4th South Eastern European Urology Meeting (European Association of Urology), 2008: Urethral lengthening in female transsexuals by combined buccal mucosa graft and labia minora flap. Eur Urol Suppl 2008;3(9):78
- Prva nagrada na 5th South Eastern European Urology Meeting (European Association of Urology), 2009: One stage metoidioplasty in female to male transgender patients: the role of genital flaps for urethral reconstruction. Eur Urol Suppl, 2009;8(8):648
- Treća Richard Wolf nagrada na 9th South Eastern European Urology Meeting, (European Association of Urology), 2013: The role of tadalafil in prevention of postoperative graft retraction in the treatment of severe peyronie's disease,  Eur Urol Suppl, 2013;12(4):e1132
- Prva Karl Stortz nagrada na 10th South Eastern European Urology Meeting (European Association of Urology), 2014: Reversal surgery in regretful male to female transseuals after sex reassignment surgery, Eur Urol Suppl, 2014;13(7):e1619
- Druga Berin Chemie nagrada na 13th South Eastern European Urology Meeting, (European Association of Urology), 2018: Late functional and psychosexual complications of primary hypospadias repaired in childhood, Eur Urol Suppl 2018; 17(11):e2583
- Treća nagrada na 18th Central European Urology Meeting, (European Association of Urology), 2018. Musculocutaneous latissimus dorsi free flap as an option for phallic reconstruction in transmen. Eur Urol Suppl 2018; 17(12): e2711
- “Dr  Milos  Smiljkovic” award, given 2013 by Faculty of Medicine, University of Belgrade and Urology Clinic, Clinical Center of Serbia.

## Publikacije
Doktorska disertacija 
Publikacije u PEER review časopisima (JCR) 

### Poglavlja u knjigama
- Kojovic V, Bizic M, Djordjevic ML, “Non-urethral complications after hypospadias repair”, In: Djordjevic ML Hypospadias surgery: challenges and limits. New York, USA: Nova Science Pub Inc; 1 edition, (July 25, 2014), p. 179-196
- Djordjevic ML, Kojovic V, Majstorovic M, “EPISPADIAS”, In: Djordjevic ML, Santucci R Penile reconstructive surgery: current achievements. Saarbrücken, Germany: Lap Lambert Academic Publishing GmbH & Co. (October 1, 2012).p 42-64.
- Kojovic V, Dugi D. “Penile carcinoma and erectile dysfunction” In:  International Book of Erectile Dysfunction.  New York, USA: Nova Science Pub Inc., 1st edition, Djordjevic ML, Martins FE, eds. 2016.

## Spoljašnje veze
1. ↑  „Doktorska disertacija”.
2. ↑  „Publikacije u PEER review časopisima (JCR)”.